# Baranyaszentgyörgy
Baranyaszentgyörgy je selo u središnjoj južnoj Mađarskoj.
Zauzima površinu od 7,27 km četvornih.

## Zemljopisni položaj
Nalazi se na 46° 14' sjeverne zemljopisne širine i 18° 1' istočne zemljopisne dužine.Baranyajenő je 2,5 km sjeveroistočno, Palé je 4 km sjeveroistočnije, Mindszentgodisa je 3 km istočno-jugoistočno, Bakóca je 2,5 km južno, Tormás je 1 km jugozapadno, Szágy je 5 km jugozapadno, a Đudra je 3 km sjeverozapadno.

## Upravna organizacija
Upravno pripada Šaškoj mikroregiji u Baranjskoj županiji. Poštanski broj je 7383.

## Stanovništvo
Baranyaszentgyörgy ima 194 stanovnika (2001.). Mađari su većina. Romi, čine nešto iznad 5%, Nijemaca je nešto iznad 1%. 80% je rimokatolika, 7% je kalvinista, oko 3% je grkokatolika.

## Vanjske poveznice
- (mađ.) Baranyaszentgyörgy a Vendégvárón[neaktivna poveznica]
- Baranyaszentgyörgy na fallingrain.com